# Edward Wadsworth
Edward Alexander Wadsworth (* 9. Oktober 1889 in Cleckheaton, Yorkshire; † 21. Juni 1949 in London) war ein britischer Maler des Vortizismus. 

## Leben
Wadsworth studierte an der Slade School of Art, wo er den Vortizismus entdeckte und dessen Mitbegründer er wurde. Er stützte sich auf Futurismus und Kubismus, um die geometrische Kunst bis zur Abstraktion weiterzuentwickeln. Während des Ersten Weltkriegs wurde er zur Royal Navy einberufen und auf der Mittelmeerinsel Moudros eingesetzt. Im weiteren Verlauf des Kriegs wurde ihm die Beaufsichtigung der Tarnungsarbeiten in Bristol und Liverpool übertragen, wo die Schiffe mit der sogenannten Dazzle camouflage versehen wurden. Dabei kam ihm seine künstlerische Erfahrung zugute. So entwickelte er immer neue geometrische Variationen, die den Blick der feindlichen Luftaufklärer ablenken sollten.
Ab seinem Eintritt in die Royal Navy verwendete Wadsworth nautische Motive in seinen Werken.

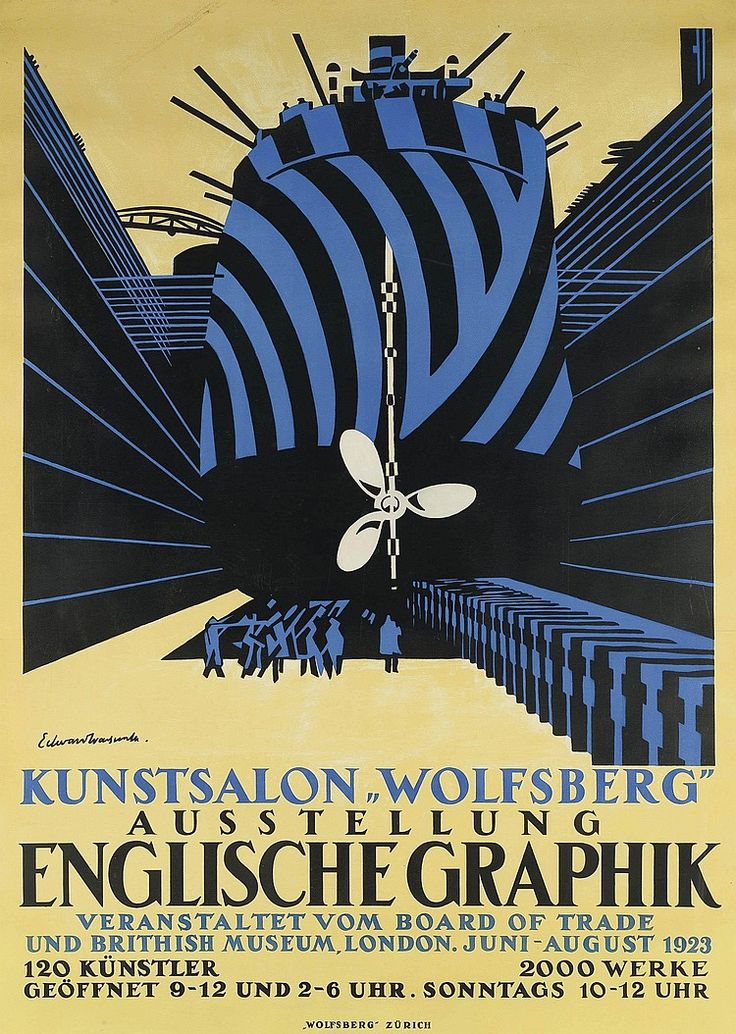
1923